# ホルスト・ゴールスキー
ホルスト・ゴールスキー（ドイツ語:  Horst Gorski , 1957年ハンブルク- ）はドイツの福音主義 (ルター派)神学者。2015年9月にドイツ合同福音ルター派教会(VELKD)事務局長、およびドイツ福音主義教会(EKD)事務局次長に就任。

## 経歴
ゴールスキーは福音主義神学をハンブルク大学とウィーン大学で学び、神学の博士号を得ている。ルター派教会共同体牧師としての働きをした後、ハンブルク＝アルトナ教会地区長に就任。このアルトナ教会地区は2009年にハンブルク西/南ホルスタイン教会地区に統合された。2004年、ゴールスキーはノルトエルビエン福音ルター派教会 (NEK)の神学参事会議長に就任した。この州教会神学参事会は現在、北ドイツ福音ルター派教会神学部局になっている。2008年のシュレースヴィヒ・ホルンシュタイン教区監督選出選挙にゴールスキーは立候補したが、ゲルハルト・ウルリヒに敗れている。
2015年5月、ゴールスキーはドイツ合同福音ルター派教会VELKD事務局長とドイツ福音主義教会EKD事務局次長に選出され、2015年9月1日、フリードリヒ・ハウスシールトの後任としてこの二つの職に就いた。ゴールスキーは自身の同性愛を認め、北ドイツ福音ルター派教会ゲイ、レズビアン牧師集会を設立した中心的メンバーでもある。彼はハンブルクに住んでいる。

## 批判
ゴールスキーは2006年4月14日の聖金曜日礼拝における説教によって、とりわけ、教会内の保守派から激しい批判を呼び起こした。「神自身は我々と和解し、赦しを与えているので、イエスの死は必要なかった」とその礼拝で彼は語ったのである。2008年になって、ゴールスキーがシュレースヴィヒ・ホルンシュタイン教区監督選挙に立候補者した。その時、シュレースヴィヒ・ホルンシュタイン教区前監督で著名な新約聖書学者のウルリヒ・ヴィルケンスが2006年4月の聖金曜日でのゴールスキーの説教を福音の中心的メッセージから明確に逸脱したものであると見なして、彼を教区監督に選ぶべきでないと提言した。このヴィルケンスの提言がこのルター派州教会に支持され、ゴールスキーは監督選挙で敗れた。教区監督選挙後の2015年に、ドイツ福音主義信仰告白共同体会議の7人の指導者たちと元教区監督ヴィルケンスは公開書簡において、ゴールスキーにドイツ福音主義教会(EKD)とドイツ合同福音ルター派教会(VELKD)における公職を辞任するように求めた。十字架上におけるイエスの死に関するゴールスキーの発言を問題にして、彼らは辞任要求を突き付けたのである。ゴールスキーの公開書簡への返答に対して、辞任要求を出した者たちは不満を露わにした。